# أليخو جيلاتيني
أليخو نوي جيلاتيني (7 أغسطس 1983) هو لاعب كرة قدم أرجنتيني، يلعب كلاعب خط وسط.